# اولریش کانراد
اولریش کانراد (انگلیسی: Ulrich Konrad؛ زادهٔ ۱۴ اوت ۱۹۵۷) موسیقی‌شناس اهل آلمان است.
همچنین برندهٔ جوایزی همچون نشان افتخار شایستگی جمهوری فدرال آلمان شده‌است.